# Parvis Notre-Dame – Trg Janeza Pavla II.
Parvis Notre-Dame – trg Janeza Pavla II. je mestni trg v Parizu v Franciji. Je v 4. mestnem okrožju na vzhodni polovici Île de la Cité in meji na bolnišnico Hôtel-Dieu na severu, stolnico Notre-Dame na vzhodu, reko Seno na jugu in Prefektura policijskega sedeža na zahodu. Trg vsebuje francosko točko zéro (ničelni kilometer), zaradi česar je središče Pariza za merjenje razdalj. Druge zanimivosti so arheološko kripta Île de la Cité in Charlemagne et ses Leudes, konjeniški kip Karla Velikega.

## Ime
Zgodovinsko se je trg imenoval Place du Parvis Notre-Dame ali skrajšano na Place du Parvis ali Parvis Notre-Dame. To je posledica njegove zgodovinske funkcije kot parvis Notre-Dame de Paris.
Po smrti papeža Janeza Pavla II. leta 2005 je bilo predlagano, da se trg preimenuje v Place Jean-Paul II. Ime je bilo namenjeno obeležitvi obiska pokojnega papeža na trgu leta 1980 in njegovega poznejšega obiska Notre-Dame leta 1997 za svetovni dan mladih. Predlog je bil sporen, vendar je na koncu leta 2006 povzročil sedanje sestavljeno ime trga.

## Zgodovina
Površina sedanjega trga leži približno štiri do pet metrov nad staro ravnjo tal. Podobno je bil starodavni breg reke skoraj v središču sedanjega trga; od takrat se je premaknil približno 50 metrov proti jugu. V preteklih letih je bilo zgrajenih veliko različnih stavb, vključno z rimskim obrambnim zidom in zgodnjesrednjeveško stolnico sv. Štefana. Ostanke mnogih od teh stavb je zdaj mogoče videti v arheološki kripti pod trgom.
Parvis je bil prvič omenjen leta 1160, tik pred začetkom gradnje Notre-Dame. V srednjem veku je trg obsegal le okoli 1000 kvadratnih metrov, kar je približno desetina današnje velikosti. Okoliške stavbe so takrat vključevale Saint-Jean-le-Rond in Notre-Dame na vzhodu, kapelo Hôtel-Dieu na jugu ter Hôpital des Enfants-Trouvés in cerkev Saint-Christophe de Paris proti zahodu. V srednjem veku so obsojene zločince pred usmrtitvijo pogosto odpeljali na parvis, da bi se javno spovedali. Do reformacije pa je bil trg uporabljena kot kraj usmrtitve in že takrat je bil rezerviran za obsojene zaradi verskih zločinov. Primeri tega so Jacques Belon leta 1548 in Jean Thuret leta 1550, ki sta oba napadla kip Device v Notre-Dameu, in François Sarazin leta 1670, ki je umoril duhovnika v Notre-Dameu.
Prva večja širitev se je zgodila v začetku 18. stoletja, ko sta bili porušeni cerkev in bolnišnica Saint-Christophe. Velikost trga so podvojili in na zahodni strani dodali vodnjak. Takratne risbe kažejo, da je bil okoli zahodne in severne strani trga zgrajen kratek zid za nadzor prometa. Kratke stopnice so vodile navzdol na parvis, ki je bila približno pol metra pod okoliškimi ulicami.
Prva arheološka izkopavanja na parvisu so bila opravljena na vzhodni strani trga leta 1842. Takratni delavci so odkrili prvotne zahodne stopnice Notre-Dame, ki so bile prekrite s stoletji ponovnega tlakovanja. Jean-Baptiste Lassus in Eugène Viollet-le-Duc sta se sklicevala na to nedavno odkritje v svojem pisnem predlogu za obnovo Notre-Dame leta 1843. Kasneje leta 1847 sta Lassus in Viollet-le-Duc nadzirala nadaljnja izkopavanja v parvisu, med katerimi so našli temelje rimskega zidu in sv. Štefana.
Med prenovo Pariza med letoma 1853 in 1870, ki jo je izvedel baron Haussmann, so bile porušene številne stavbe na otoku Île de la Cité, vključno z vsemi stavbami med ulico rue de la Cité in rue d'Arcole. Med letoma 1867 in 1878 je bila zgrajena sedanja stavba Hôtel-Dieu na severu trga, stara stavba bolnišnice na jugu pa je bila porušena, na kateri točki je parvis dobil sedanjo velikost in obliko. Razširitev veže je bila namenjena boljšemu prikazu arhitekture Notre-Dame. Čeprav sprememba ni bila brez pomanjkljivosti, kot sta zapisala ameriška avtorja Richard in Clara Winston: »Nekaj smo pridobili, nekaj izgubili z ustvarjanjem velikega odprtega trga spredaj. Razdalja zmanjša velikost, vendar daje večji občutek milosti celota.«
Približno 100 let od prenove barona Haussmanna do 60. let 20. stoletja je bil parvis glavna prometna vpadnica, vključno z dvojno tramvajsko progo. Severna in južna stran trga sta od takrat ostali večinoma nespremenjeni, razen krajinske ureditve. Na severni strani je široka sprehajalna pot, obdana z divjim kostanjem. Na južni strani je zelenica ob reki, zasajena z divjim kostanjem in platanami. Ob reki je bila zgrajena promenada, ki je od takrat dobila ime po belgijskem pesniku Mauriceu Carêmeju.
Kip Charlemagne et ses Leudes - Karla Velikega je bil postavljen leta 1882 na južni strani trga. Sedanji podstavek kipa je iz leta 1908.
Medaljon točke nič je bil nameščen leta 1924. Marker je bil uporabljen kot izhodišče za merjenje razdalje na sistemu državnih cest. Leta 1966 je bil začasno odstranjen, isti medaljon pa zamenjan leta 1972. Leta 2006 je bila lokacija medaljona izmerjena na 48°51′12.24845″N 2°20′55.62563″E / 48.8534023472°N 2.3487848972°E z natančnostjo enega centimetra. Uporaba parvisa za merjenje potovalne razdalje je tradicija, ki izvira iz srednjega veka med romarji, ki so potovali v Notre-Dame.
Leta 1965 so se na trgu začela izkopavanja za izgradnjo podzemne garaže. Pri tem so odkrili starodavne temelje, ki segajo v rimske čase. Prvotni načrt za garažo je bil pomanjšan proti zahodu, ruševine pa so bile prekrite s površino parvisa. Mesto je bilo odprto za obiskovalce leta 1980. Kripto upravlja Musée Carnavalet in vsebuje veliko razstavo, podrobne modele arhitekture različnih časovnih obdobij in kako si jih je mogoče ogledati znotraj ruševin. Glavna značilnost, ki je še vedno vidna, je hipokavst, nameščen v rimskem obdobju.
Leta 1972 je trg dobil večji del današnje podobe. Da bi bil prostor bolj prijazen pešcem, je bil promet vozil preusmerjen na enosmerno ulico na zahodu in severu trga, medtem ko je bil redni promet vozil iz Pont au Double zaprt. Trg je bil na novo tlakovan s sedanjimi tlakovci, ki prikazujejo lokacije nekaterih zgodovinskih stavb, ki so nekoč stale na parvisu. Dodane so bile tudi klopi in dvignjene gredice.
Papež Janez Pavel II. je 30. maja 1980 obhajal mašo v Notre-Dame in se pojavil tudi na parvisu. To je bil papežev prvi uradni obisk v Franciji in prvi obisk katerega koli papeža v Franciji po letu 1814 Današnje ime je trg dobil leta 2006, po papeževi smrti.
Leta 2017 je alžirski študent napadel policista na hodniku, kar je povzročilo dvourno zaprtje.
Od požara Notre-Dame de Paris leta 2019 je bila vzhodna polovica parvisa zaprta in uporabljena kot delovni prostor s strani restavratorske skupine.

## Galerija
- Ruševine rimskih term iz 4. stoletja, zgrajene na mestu bodočega parvisa, vidne v arheološki kripti Île de la Cité
- Stopnice, ki vodijo do starodavnega pomola na Seni, zdaj skoraj 50 metrov od sedanjega brega
- Podrobnost zemljevida Pariza iz leta 1550, ki prikazuje obseg trga v srednjem veku
- Parvis (levo od sredine), na sliki okoli leta 1711, je še vedno ohranil velik del svoje srednjeveške velikosti in oblike.
- Parvis okoli leta 1735 po prvi širitvi. V ospredju je vodnjak
- Skica Lassusa in Viollet-le-Duca iz leta 1843, ki dokumentira dvig nivoja ulice od izgradnje Notre-Dame
- Pogled na parvis 1852 proti jugozahodu. Na sliki je Hôtel-Dieu na stari lokaciji ob reki.
- Pogled na parvis leta 1877 proti jugu
- Pogled na parvis 1877 proti severozahodu. Na sliki je stavba Montyon, ki jo je porušil Haussmann.
- Pogled na parvis z levega brega, obrnjeno proti severu, ki prikazuje na novo zgrajen Hôtel-Dieu
- Medaljon, ki označuje ničelni kilometer francoskih cest, postavljen leta 1924
- Posnetek parvisa iz zraka, posnet leta 1944. Velik del 20. stoletja je bila glavna prometnica za vozila. Tramvajska proga je vidna na južni strani trga.
- Ena od petih fontan Millenium, ki so jih leta 2000 postavili po Parizu. Ta fontana je na vogalu ulice d'Arcole in parvisa.
- 2012: Severna stran trga ima sprehajalno pot, obdano z drevesi divjega kostanja.
- Tribune so bile postavljene na parvisu leta 2013 kot del 850. obletnice Notre-Dame.